# در قصر پادشاه کوهستان
«در قصر پادشاه کوهستان» (نروژی: I Dovregubbens hall) قطعهٔ موسیقی ارکسترال ساختهٔ آهنگساز نروژی، ادوارد گریگ در ۱۸۷۵ میلادی، به‌عنوان موسیقی صحنه برای صحنهٔ ششم از پردهٔ دوم نمایش‌نامهٔ پیر گینت نوشتهٔ هنریک ایبسن است.
این قطعه در اصل موومان پایانی پیر گینت، سوییت شمارهٔ ۱، اپوس ۴۶ است که گریگ از موسیقی صحنهٔ نخستین جدا کرده بود. به دلیل زمینه موسیقایی «در قصر پادشاه کوهستان» که به آسانی قابل تشخیص است، این قطعه در فرهنگ عامه مورد توجه ویژه قرار گرفته است و آهنگسازان متعددی به تنظیم مجدد آن پرداخته‌اند.